# San Pedro de Alcântara
San Pedro de Alcântara era um navio de guerra espanhol com 64 canhões, construído nos arsenais de Cuba entre 1770 e 1771, em madeira de caoba, para um armador inglês a serviço do Rei de Espanha.
Naufragou em 2 de fevereiro de 1786 perto de Peniche, em Portugal. Foi descoberto em 1977 pelo arqueólogo francês Jean-Yves Blot, e é um dos naufrágios mais bem estudados da costa portuguesa.

## A viagem
O navio zarpou do Peru em 1784 com destino a Cadiz. A bordo levava uma carga de cobre, prata e ouro provenientes das minas peruanas, para além da colecção cientifica dos botanistas Ruiz e Pavon, constituída por peças de cerâmica pré-colombiana Chimu, recolhidas em 1780 em diversos locais da região de Tarma. A bordo seguiam igualmente mais de 400 pessoas, entre passageiros, tripulação e prisioneiros incas na sequência da revolta Tupac Amaru.
Transportava uma carga que chegava perto das mil toneladas, sensivelmente o dobro da carga que seria adequada para um navio daquelas características, dado ser o primeiro navio em muitos anos a fazer a ligação entre as colónias do Pacífico e a Espanha. A carga dividia-se entre cerca de 600 toneladas de cobre, 153 toneladas de prata (moedas) e 4 toneladas de ouro.
Desde o início da viagem que o navio deixava entrar água, e as entradas de água eram tão graves que, após dobrar o Cabo Horn, o navio arribou ao Rio de Janeiro para fabricos, em 1786. Esta carga ameaçava a integridade do navio, que corria o risco de perder o fundo, e ficava muito difícil de manobrar em qualquer estado de mar.
Durante toda a viagem as bombas tiveram de ser constantemente operadas pela tripulação; se o nível de estanquicidade dos cascos na época não é comparável com os actuais, o San Pedro de Alcantara deixava mesmo assim entrar demasiada água até mesmo para os padrões da altura.
A viagem através do Atlântico, apesar de lenta, decorreu sem problemas, mas o facto de o navio ter naufragado em Peniche quando queria ir para Cadiz indica claramente um grave erro de navegação, pois Peniche está a mais de 300 milhas náuticas a norte de Cadiz.

## O naufrágio
Às 22h30 do dia 2 de Fevereiro de 1786 o San Pedro de Alcantara avançava a cerca de seis nós em direcção da costa, excessivamente pesado e com pouca capacidade de manobra.
Estudos feitos na actualidade pelo Serviço Hidrográfico da marinha francesa em Brest e pela Dra. Alfredina do Campo, astrónoma do Observatório Astronómico da Ajuda em Lisboa, calcularam a maré para essa data e concluíram que nessa noite a maré era extremamente baixa.
Fontes da época dizem que o mar estava calmo e a noite clara, pelo que só se pode especular que na origem do naufrágio estiveram falhas humanas.
Ao embater na Papoa o casco partiu-se em dois: o porão afundou-se imediatamente, enquanto o convés flutuou por algum tempo, indo afundar-se mais adiante. Nesse momento perderam a vida 128 pessoas, os restantes 270 sobreviveram. Entre os mortos estava um grande número dos incas, que provavelmente se encontravam no porão presos com grilhetas de ferro.
A notícia iria correr o Reino e chegar a Espanha no dia seguinte.

## A recuperação
A riqueza da carga, a sua proximidade de terra (em fundos relativamente baixos) e as sempre necessitadas finanças espanholas conjugaram-se para levar a cabo a maior recuperação de salvados que havia história até à data. Com efeito, quarenta e tal mergulhadores contratados um pouco por toda a Europa vão recuperar a maioria da carga ao longo de três anos de trabalho, mergulhando somente em apneia.
Deste trabalho resultou a recuperação de quase todos os canhões (extremamente valiosos na época), bem como da quase totalidade dos metais preciosos e moedas da carga.
A carga foi levada por terra e embarcada num navio enviado para a levar para Cadiz; mas, como se a carga estivesse amaldiçoada, a balandra El Vencejo que tinha sido enviada para transportar a carga afunda-se mais a sul, na baía da Consolação, reclamando mais 92 vidas.
Novamente foi a carga recuperada, e enventualmente chegaria a Espanha.

## A memória
O naufrágio levou à construção de um altar na Igreja de São Pedro em Peniche em honra de Nossa Senhora das Dores, com a colocação das imagens de S. Pedro de Alcântara e de um crucifixo. No local do naufrágio foi erigido um cruzeiro, entre o Porto da Areia Norte e a Papoa, que se encontra hoje no Museu de Peniche. Foi nessa área que um grande número das vítimas foram igualmente enterradas.
A história do naufrágio iria correr a Europa, e ser retratada nas telas de Jean Pillement, que pintou tanto o naufrágio como os trabalhos de recuperação.